# Cadillac DTS
Der DTS war ein Oberklassemodell der Marke Cadillac von General Motors, das zwischen Herbst 2005 und Mitte 2011 hergestellt und vertrieben wurde, in Europa wurde es nicht angeboten. Der DTS war das Nachfolgemodell des DeVille, dessen Ausstattungslinie DeVille Touring Sedan die Bezeichnung DTS erklärt. 

## Geschichte
Erstmals öffentlich gezeigt wurde der DTS auf der Chicago Auto Show 2005. Im Mai 2011 wurde der letzte DTS im GM-Werk Hamtramck produziert.

## Technik und Ausstattung

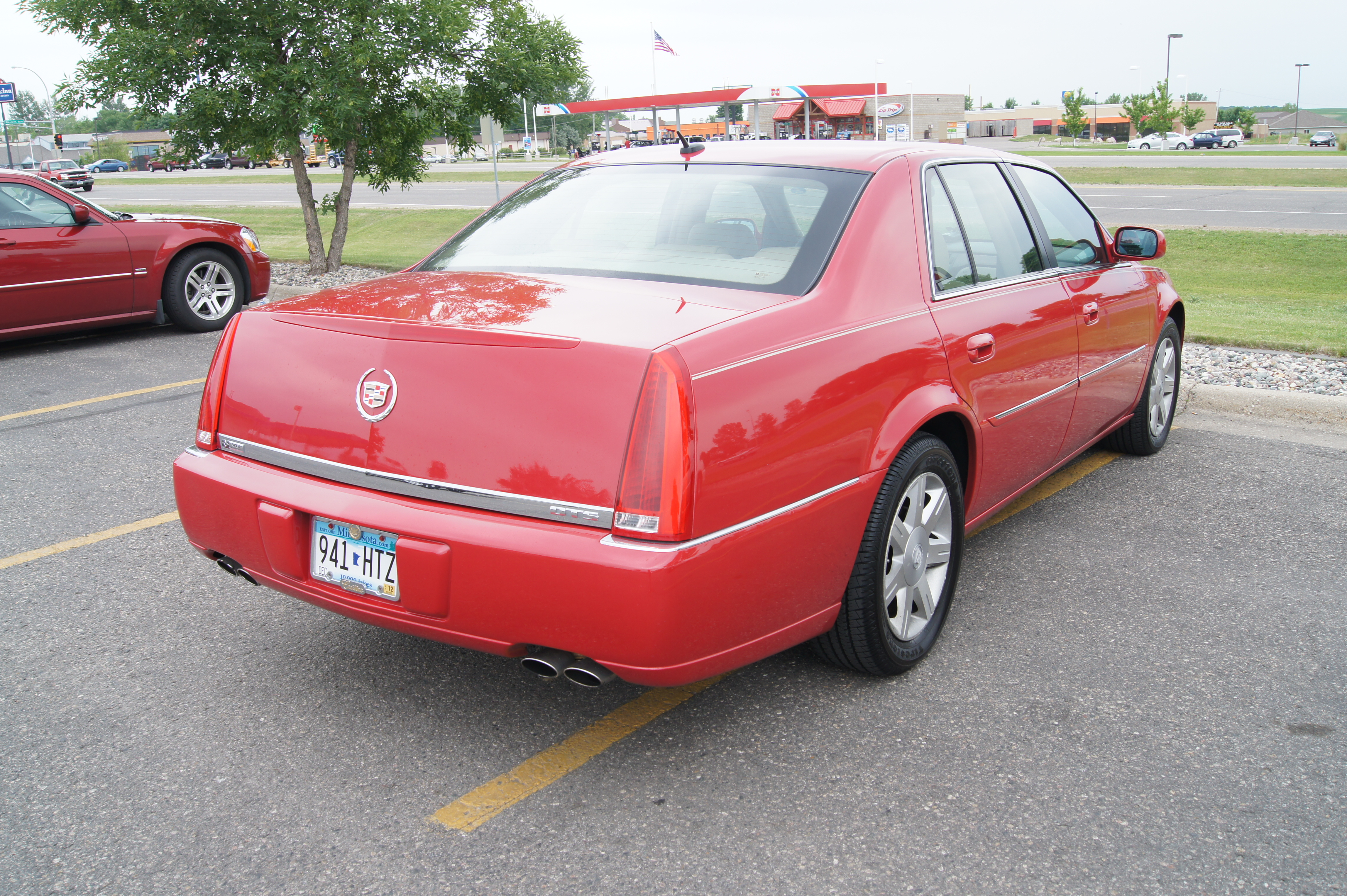
Heckansicht

Angetrieben wird der DTS von einem 4,6-l-V8-Ottomotor mit Automatikgetriebe und 205 kW (275 PS) oder 217 kW (290 PS). Eine Besonderheit in dieser Klasse ist der Frontantrieb. Den Leistungsfluss zu den Vorderrädern sichern Automatikgetriebe.
Das 2005er Modell war ausgestattet mit 17 oder 18 Zoll großen Leichtmetallrädern, elektronisch gesteuertem Fahrwerk, Traktionskontrolle, Stabilitätsprogramm und vergrößerten Bremsen mit Bremsassistent. Cadillac rüstete den DTS mit klimatisierten Frontsitzen, beheizten Rücksitzen, einem beheizten Lenkrad, einer Klimaautomatik, Regensensor, beheiztem Wischwasserbehälter, Parkassistent, elektrisch einstellbaren Außenspiegeln, einem Tempomaten, einer Audioanlage mit CD-Wechsler, einem DVD-Navigationssystem sowie Front-, Seiten- und Fenster-Airbags aus.

## Spezialkarossen

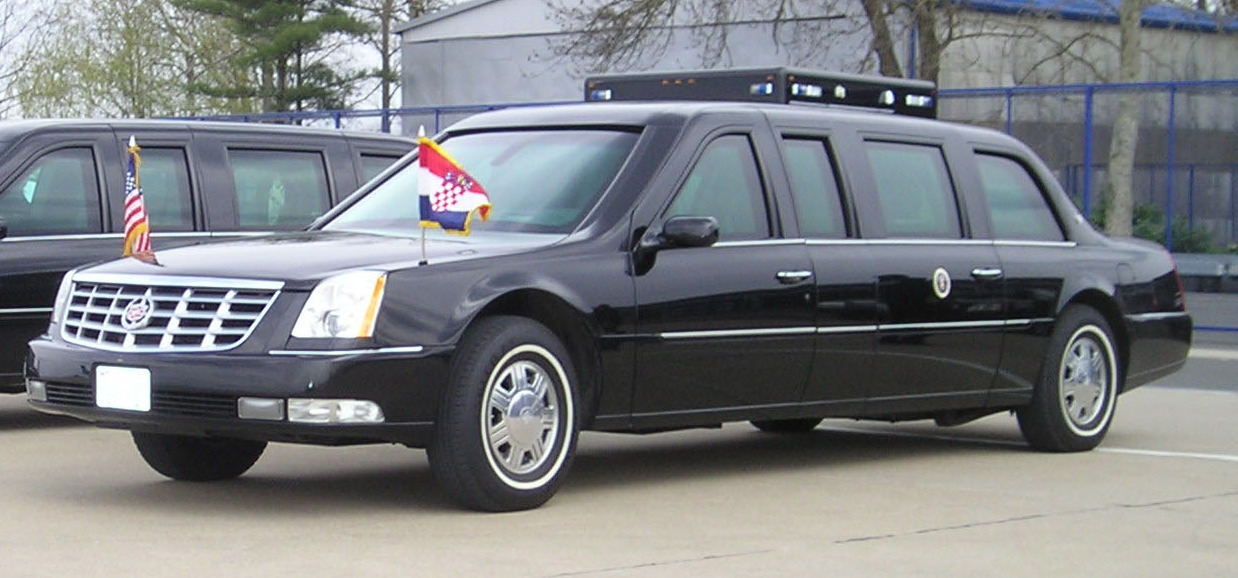
2005 Cadillac-Limousine von U.S. Präsident George W. Bush

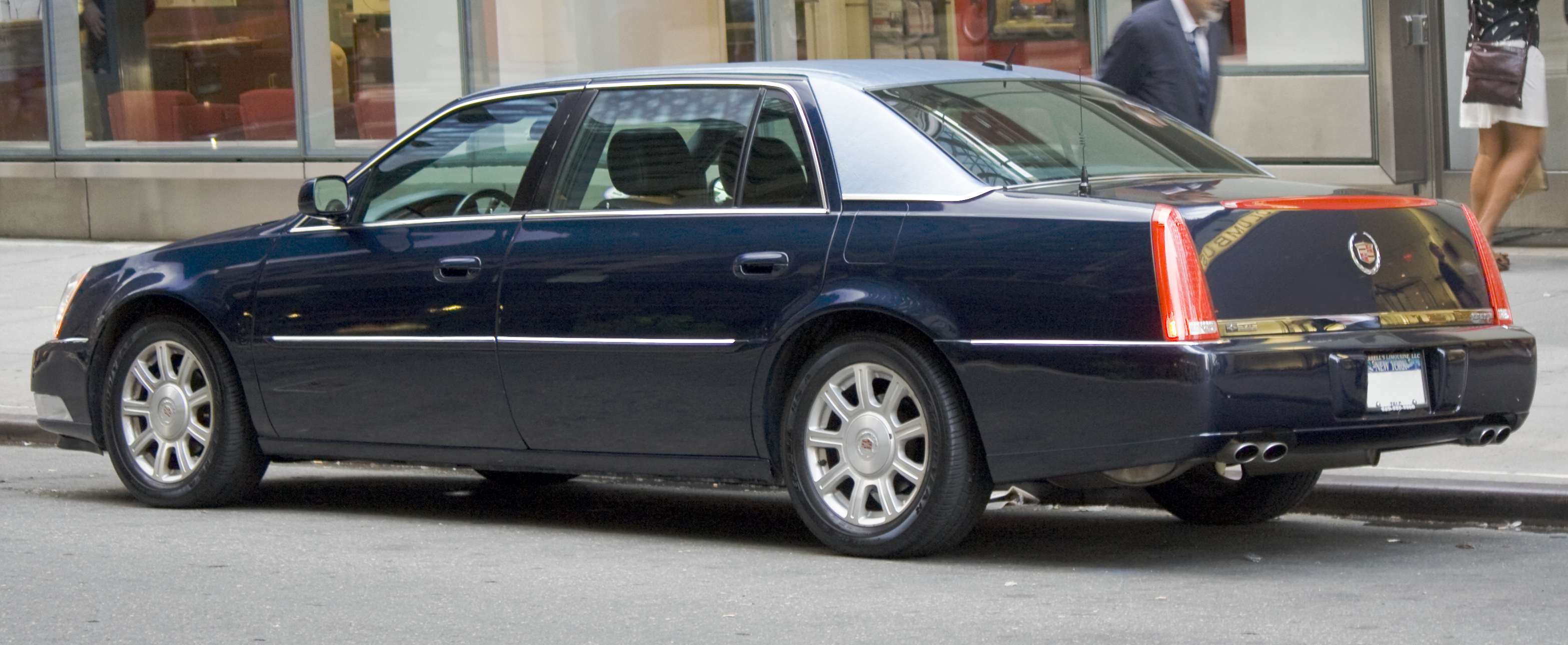
2008 Cadillac DTS-L, verlängerte Version von Accubuilt/Superior

Die Limousinen des amerikanischen Präsidenten (inoffiziell: „Cadillac One“) gelten offiziell als modifizierte DTS. Sie sind aber offenbar auf Lastwagenchassis aufgebaute und extrem geschützte Einzelstücke. Der von George W. Bush ab 2001 genutzte ist ein modifizierter Cadillac DeVille, der Ende 2004 optisch in einen DTS verändert wurde. Der für Barack Obama neu gebaute und größere basiert auf dem Chassis eines GMC TopKick-Mittelklasse-Lastwagen. Er wurde erstmals eingesetzt bei Obamas Amtseinführung im Januar 2009.
Es gibt auch eine Version mit verlängertem Radstand, den DTS-L, die in den Modelljahren 2007 und 2008 von Accubuilt Industries/DaBryan Coach Builders aufgebaut wurde.